# Гугед
Гуге́д (перс. گوگد‎) — небольшой город в центральном Иране, в провинции Исфахан. Входит в состав шахрестана Гольпайеган.

## География
Город находится в западной части Исфахана, к северо-востоку от Гольпайегана, на высоте 1793 метров над уровнем моря.
Гугед расположен на расстоянии приблизительно 145 километров к северо-западу от Исфахана, административного центра провинции и на расстоянии 255 километров к юго-юго-западу (SSW) от Тегерана, столицы страны.

## Население
По данным переписи, на 2006 год население составляло 6 686 человек.